# Tadao Uesako
Tadao Uesako (上迫 忠夫, Uesako Tadao), né le 14 octobre 1921 à Hamada (Shimane) et mort le 20 octobre 1986, est un gymnaste japonais qui a été médaillé d'argent au sol et médaillé de bronze au saut lors des Jeux olympiques d'été de 1952.

## Palmarès

### Jeux olympiques
- Helsinki 1952
  -  médaille d'argent au sol
  -  médaille de bronze au saut[1]